# Gorenjski Vrh
Gorenjski Vrh (Duits: Gorenzenberg) is een plaats in Slovenië en maakt deel uit van de gemeente Zavrč in de NUTS-3-regio Podravska. De plaats telde 93 inwoners op 1 januari 2020.